# András Vági
András Krisztián Vági (Budapest, 25 dicembre 1988) è un calciatore ungherese, difensore del Soroksár.